# 太平洋颶風季

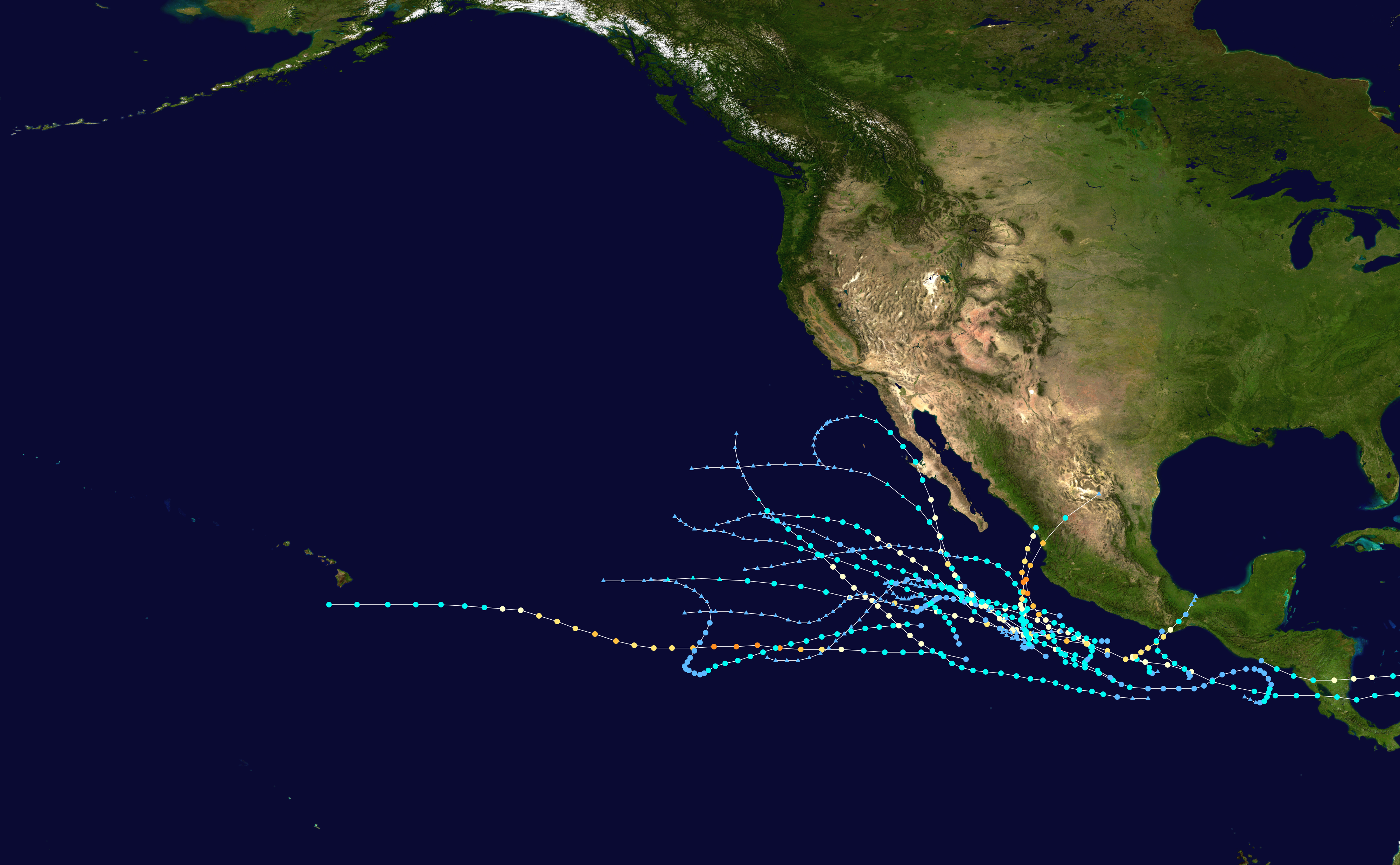
每年太平洋颶風季，都可以把所有熱帶氣旋合成一圖，以上例子是2022年太平洋颶風季總結圖。

太平洋颶風，是指在一年內，於赤道以北及國際換日線以東的太平洋水域。所產生的熱帶氣旋的一段時間，可說是風季的一種。雖然現時各氣象台並沒有定下任何颶風季的指定期限，但大部份於東太平洋的熱帶氣旋通常都會於六月至十一月期間形成。

## 定義

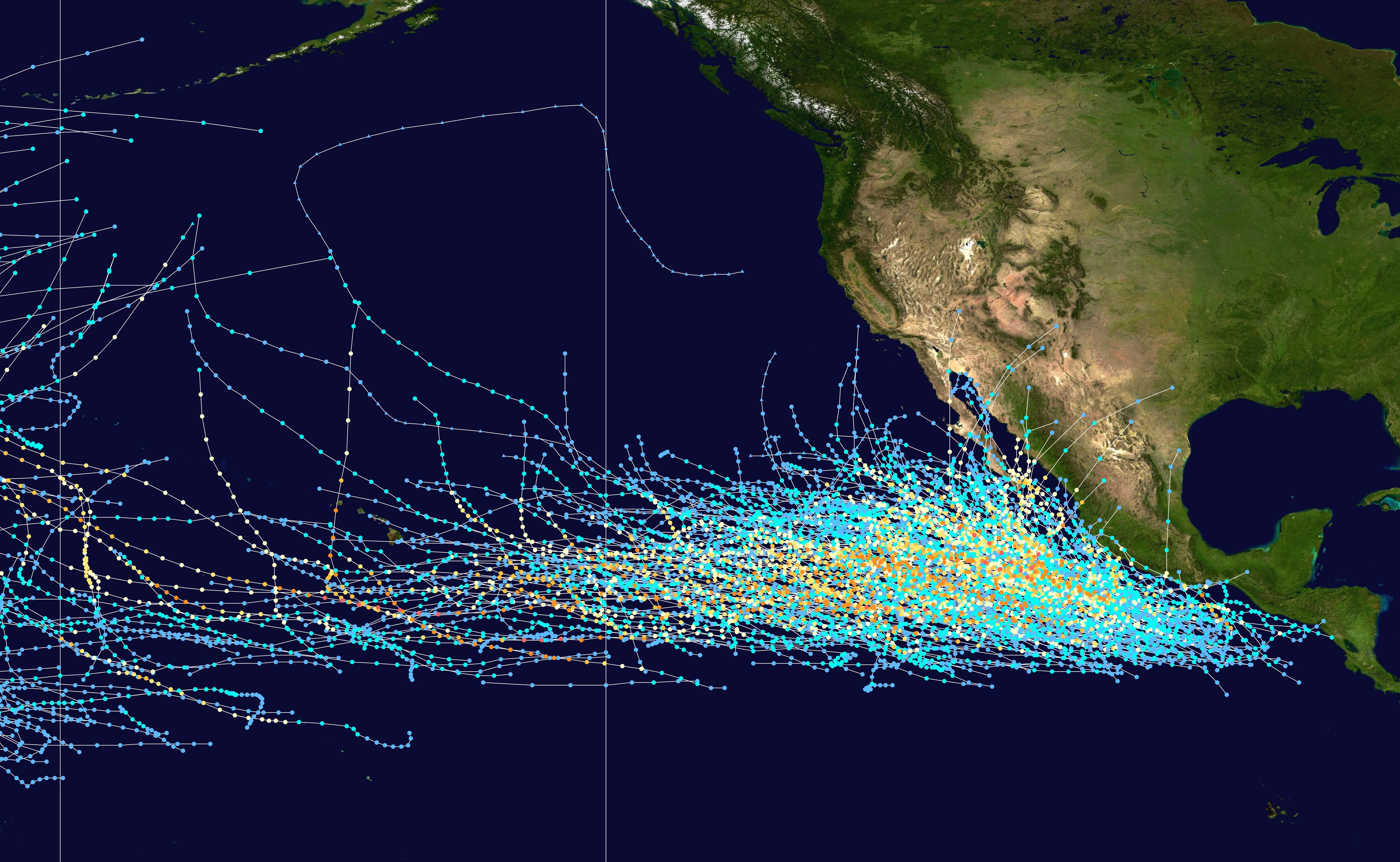
1985年至2005年期間生成的所有東太平洋熱帶氣旋路徑圖

不是一年內所有的熱帶氣旋也計算入太平洋風季，太平洋風季只計算一年內（由西曆1月1日至12月31日，UTC）形成於赤道以北及國際換日線以西的太平洋水域的熱帶氣旋稱為颱風，赤道以北及國際換日線以東的太平洋水域產生的風暴則被稱為颶風。這些不符合太平洋風季範圍的熱帶氣旋都可能會被列入：
- 大西洋颶風季
- 太平洋颱風季
- 北印度洋氣旋季
- 西南印度洋熱帶氣旋季（跨頭半年計，即11月至翌年5月）
- 澳洲地區熱帶氣旋季（跨頭半年計，即11月至翌年5月）
- 南太平洋熱帶氣旋季（跨頭半年計，即11月至翌年5月）

在東太平洋產生的熱帶風暴將由國家颶風中心負責命名。另外，由於熱帶低氣壓的影響力不大，因此，熱帶低氣壓都不被命名，但則以編號命名，並以E字母作結，如「熱帶低氣壓22E」。
太平洋颶風季的熱帶氣旋，尤其是於東太平洋，都會在六月至十一月期間形成，即該區的夏天、秋天及冬天。

## 影響區域
在東北太平洋生成的熱帶氣旋，大多不直接影響任何地區即消失，有時會影響墨西哥西岸、美國西岸、夏威夷群島及其他中美洲西岸，甚至，曾經有東北太平洋生成的熱帶氣旋跨越國際換日線影響日本，例如：熱帶風暴哈洛拉。

## 內部連結
- 熱帶氣旋
- 颶風

## 外部連結
- 聯合颱風警報中心
- 數位颱風—熱帶氣旋資料及圖片（页面存档备份，存于）
- 美國國家颶風中心（页面存档备份，存于）